# Алентаун (Њу Џерзи)
Алентаун (енгл. Allentown) град је у америчкој савезној држави Њу Џерзи.

## Демографија
По попису из 2010. године број становника је 1.828, што је 54 (-2,9%) становника мање него 2000. године.
| Група             | 2000.         | 2010.         |
| Белци             | 1.681 (89,3%) | 1.629 (89,1%) |
| Афроамериканци    | 121 (6,4%)    | 81 (4,4%)     |
| Азијати           | 12 (0,6%)     | 28 (1,5%)     |
| Хиспаноамериканци | 36 (1,9%)     | 65 (3,6%)     |
| Укупно            | 1.882         | 1.828         |